# FFL Somali F-3 (DE-111)
Le Somali est un destroyer d'escorte de l'US Navy mis à la disposition des forces françaises libres (FFL) et composé d'un équipage de marins français. 

## Historique
Ce bâtiment a été construit à Philadelphie (Pennsylvanie) et livré neuf et pris en charge par l'équipage dès sa sortie des chantiers. Il porte le matricule T 53.

### Seconde Guerre mondiale
Durant la Seconde Guerre mondiale, le « Somali » est transféré aux forces navales françaises libres dans le cadre d'un Prêt-Bail le 9 avril 1944 en conservant le nom de « Somali ». La propriété du navire est transférée à la France le 21 avril 1952 dans le cadre du programme d'assistance à la défense mutuelle.
Il a participé au débarquement de Provence le 15 août 1944 au sein de la cinquième division de destroyers d'escorte en compagnie du Hova et de L'Algérien.

### Guerre d'Indochine
En août 1945, le « Somali » est envoyé en Indochine française pour apporter son aide aux forces françaises dans le district de Nhà Bè (en) et dans les régions de la rivière Soài Rạp (en), Vaico and Bing Trung.
Il s'est également rendu à Saïgon et à Singapour pour aider à rétablir la domination française dans ces régions.
Le 25 janvier 1946, il participe à l’opération Gaur.

### Après la guerre
En 1956, le « Somali » est désarmé et utilisé comme navire expérimental. Le numéro de coque a été remplacé par le « A607 » puis le 1er janvier 1968, il est renommé « Arago ».